# Fire Emblem: New Mystery of the Emblem
Fire Emblem: New Mystery of the Emblem, parfois appelé Fire Emblem: New Mystery of the Emblem ~Heroes of Light and Shadow~ par les fans, par traduction plus littérale du titre japonais complet (ファイアーエムブレム 新・紋章の謎 〜光と影の英雄〜, Fire Emblem: Shin Monshō no Nazo ~Hikari to Kage no Eiyū~), est un jeu vidéo de type tactical RPG développé par Intelligent Systems et édité par Nintendo, sorti en 2010 sur Nintendo DS, exclusivement au Japon. C'est le douzième opus de la série Fire Emblem, et le dernier sorti sur Nintendo DS. C'est également le dernier opus de la série à ne pas avoir connu de sortie internationale, et le seul depuis l'arrivée de la franchise hors des frontières japonaises en 2003.
Il s'agit d'un remake du deuxième scénario de Fire Emblem: Mystery of the Emblem, sorti en 1994 sur Super Famicom, exclusivement au Japon. Dans la mesure où le premier scénario de ce jeu était un remake raccourci du premier jeu de la série, ayant lui-même eu droit à un remake complet sur Nintendo DS deux ans plus tôt avec Fire Emblem: Shadow Dragon, New Mystery of the Emblem peut être vu comme la suite de ce dernier. En plus de l'histoire originale, le jeu propose également plus secondairement un remake de la compilation BS Fire Emblem Akaneia Senki, sortie uniquement au Japon en 1997 sur la plate-forme Satellaview pour la Super Famicom.

## Synopsis
L'intrigue de Fire Emblem: New Mystery of the Emblem suit les évènements de la "Guerre des Héros", un conflit intervenant quelques années après la "Guerre des Ombres" narrée dans Fire Emblem: Shadow Dragon & the Blade of Light et ses remakes. Marth, prince d'Altea et principal protagoniste du précédent conflit, est accompagné par un nouveau personnage créé spécialement pour ce jeu, Kris. Nouvellement recruté au sein des chevaliers d'Altea, il s'agit d'un avatar personnalisable par le joueur. Il joue notamment un rôle important dans une intrigue secondaire comprenant des chapitres optionnels implémentés dans ce remake.
Après la fin de la "Guerre des Ombres" et la défaite du dragon Medeus des mains de Marth, la princesse Nyna d'Akaneia, la plus puissante nation du continent, épouse l'un des compagnons d'armes de Marth, le prince d'Aurelis Hardin. Cependant, après leur mariage, Hardin change brusquement de personnalité et règne tel un tyran, cherchant à éliminer tous ceux qui tenteraient de s'opposer à son emprise absolue sur le monde. Il fonde le Saint-Empire d'Akaneia, et entreprend de bâtir une armée puissante capable d'assouvir ses desseins hégémoniques. Il commande à Marth, qui a toujours toute confiance en son ancien allié, de mater une révolte contre l'Empire à Grust. Sur place, Marth s'indigne des méthodes brutales du général Lang, aux ordres de l'Empereur, et décide de prendre les armes contre lui. Hardin se sert de ce prétexte pour envahir Altea alors que Marth, Kris et la majeure partie de l'armée du pays n'y est pas. Marth s'engage donc dans un nouveau conflit en vue de libérer à nouveau son pays, vaincre Hardin et découvrir ce qu'il se passe dans l'ombre de l'Empereur, alors qu'il est également poursuivi par une guilde d'assassins.

## Système de jeu
Le système de jeu suit la formule générale des épisodes précédents : dans des combats tactiques au tour par tour, le joueur déplace et fait agir ses unités sur une carte formant une grille de cases carrées afin d'accomplir l'objectif du chapitre, consistant généralement à capturer la base ennemie après avoir battu un boss, et passer au suivant. À chaque tour, les unités peuvent se déplacer, attaquer un ennemi, utiliser un objet ou interagir avec l'environnement jusqu'à ce que toutes les unités aient agi, après quoi s'ensuit le tour de l'ennemi. Au fur et à mesure de la progression du joueur, ses unités peuvent acquérir de l'expérience, gagner en puissance.et évoluer vers de nouvelles classes. La défaite du protagoniste principal Marth ou de l'avatar Kris met fin à la mission.

### Innovations majeures
Fire Emblem: New Mystery of the Emblem met en place deux innovations majeures pour la série :
- D'une part, le jeu incorpore pour la première fois un avatar personnalisable par le joueur, nommé par défaut Kris, pouvant être déployé sur le champ de bataille. Son sexe, son apparence et sa classe peuvent être librement choisies. Il intervient régulièrement dans l'histoire, et le prologue ainsi qu'une série de chapitres optionnels lui sont plus particulièrement dédiés. Tout comme Marth, sa défaite au cours d'une mission cause un Game Over, même en mode débutant.
- D'autre part, le jeu donne pour la première fois la possibilité au joueur de retirer la mécanique jusqu'ici phare mais controversée de la série Fire Emblem : la mort permanente (permadeath) des unités vaincues. En effet, New Mystery of the Emblem propose en début de partie, parallèlement au choix de la difficulté, de jouer en mode classique, où cette règle s'applique comme dans les jeux précédents, ou en mode débutant, dans lequel les unités vaincues se replient du combat et peuvent être déployées lors du prochain chapitre.

### Révisions par rapport àMystery of the Emblem
On peut de plus citer les principales révisions de gameplay de New Mystery of the Emblem par rapport au jeu original sur Super Famicom. À noter que la plupart de ces dernières sont issues de Fire Emblem: Shadow Dragon, ou remaniées de ce dernier.
- New Mystery of the Emblem propose désormais 5 niveaux de difficulté. Le mode normal est fidèle à la difficulté du jeu originel mais retire la possibilité pour les renforts ennemis de se déplacer le même tour que leur apparition. Les trois niveaux suivants, intitulés difficile, maniaque, et lunatique, accroissent progressivement la difficulté du jeu en améliorant la qualité et quantité des ennemis et en restreignant l'accès du joueur à certains objets. Ils sont disponibles dès la première partie si le joueur le souhaite. Le dernier niveau, lunatique' (généralement dit lunatique inversé), est identique au mode lunatique si ce n'est que les ennemis ont désormais toujours l'initiative lors des combats, même durant le tour du joueur. Ce niveau est à débloquer en terminant le jeu en mode lunatique, et est souvent considéré comme l'une des expériences Fire Emblem les plus ardues. Ces différents niveaux de difficulté contribuent à la rejouabilité du jeu malgré sa structure narrative linéaire.
- Un prologue de huit chapitres a été ajouté au début de l'aventure afin de servir de tutoriel et justifier la présence de Kris parmi les chevaliers d'Altea malgré son absence dans le jeu précédent, Shadow Dragon. De plus, il permet d'introduire l'intrigue secondaire centrée sur Kris et le personnage Katarina et développée dans six nouveaux chapitres optionnels.
- Le triangle des armes, présent depuis l'opus Fire Emblem: Genealogy of the Holy War, est incorporé dans ce remake. Il s'agit d'un système de type pierre-papier-ciseaux permettant aux unités d'acquérir un bonus de précision et de puissance en fonction des armes portées par les deux combattants : les épées battent les haches, les haches battent les lances, les lances battent les épées. À noter que la trinité des magies, système similaire liée aux différents types de magie présent dans certains opus, est absente de New Mystery of the Emblem.
- Les éclats d'étoiles formant l'Astrosphère, dont la collecte est nécessaire pour obtenir la meilleure fin du jeu, ainsi que l'Astrosphère elle-même une fois obtenue n'accordent plus de bonus aux taux de croissance des statistiques du personnage qui les tient, mais aux statistiques elles-mêmes.
- Les statistiques de force et de magie sont désormais distinctes l'une de l'autre, là où dans la version originale, seule la statistique de force existait. Cette dernière était inutile aux unités magiques, dont la puissance d'attaque dépendait uniquement des statistiques du tome de magie utilisé.
- New Mystery of the Emblem utilise un système de niveau de maîtrise d'arme indépendant des statistiques de combat, là où elle était autrefois déterminée par une statistique de maîtrise qu'il était possible de faire croître en montant de niveau. Le système fonctionne de manière similaire aux opus Thracia 776 à Shadow Dragon.
- La forge introduite dans les épisodes Gamecube et Wii est implémentée et permet au joueur d'améliorer la puissance, la précision ou le taux de coups critiques de ses armes et de les renommer, monnayant pièces sonnantes et trébuchantes.
- New Mystery of the Emblem dispose d'un écran de préparation de bataille semblable à celui présent dans les épisodes Thracia 776 et au-delà. Il est disponible à compter de la sixième mission du prologue. C'est depuis ce menu qu'est accessible le terrain d'entraînement, permettant au joueur de payer pour pouvoir affronter un adversaire afin de gagner de l'expérience.
- Le jeu bénéficie de nombreuses améliorations d'ergonomie en matière de gestion de l'inventaire et de prévision de combat. Il est ainsi possible de visualiser la portée d'attaque globale de tous les ennemis par une simple pression de bouton, ou passer automatiquement la phase ennemie.
- Repris de Shadow Dragon, le jeu dispose d'un système de reclassement libre ou chaque unité peut changer de classe sur l'écran de préparation de bataille. Les unités ne sont ainsi plus limitées à leur classe de base ou à leurs options de promotion. Par la même occasion, ce système plus souple diminue le poids de la perte d'une unité en raison de sa classe, et accroît la rejouabilité de l'expérience de jeu, le joueur étant incité à essayer différentes classes chez différents personnages. Toutefois, débloquer toutes les options de reclassement requiert d'avoir terminé le jeu en difficulté difficile ou supérieure au moins une fois.
- Afin d'éviter au joueur toute situation de blocage, New Mystery of the Emblem lui permet également de recruter des unités génériques sans portrait ni dialogue s'il a perdu trop d'unités classiques.
- Enfin, le jeu incorpore un mode de jeu multijoueur en ligne, permettant aux équipes de deux joueurs de s'affronter[3].

## Développement
En raison des ventes décevantes des trois épisodes précédents (Path of Radiance, Radiant Dawn et Shadow Dragon), particulièrement en Occident, Intelligent Systems décide de restreindre la sortie de New Mystery of the Emblem au Japon, une première depuis Fire Emblem: The Binding Blade et à ce jour la dernière fois dans l'histoire de la série.
Le développement du jeu est intrinsèquement lié à celui de son prédécesseur Shadow Dragon, dans la mesure où les deux jeux content respectivement chacune des deux parties de l'aventure de Marth. Le remake du deuxième livre de Mystery of the Emblem a donc été naturellement perçu par les développeurs comme la continuation logique du remake de Shadow Dragon & the Blade of Light, qui avait lui-même servi de base pour le premier livre de Mystery of the Emblem.
Ainsi, Intelligent Systems avait initialement espéré un cycle de développement court afin que les deux jeux sortent le plus près possible l'un de l'autre. Il fut cependant plus long qu'escompté, d'une part en raison du temps consacré aux innovations et révisions de gameplay, et d'autre part aux réflexions portées sur la possibilité de l'inclusion d'un mode de jeu retirant la mort permanente, ce qui constituerait un bouleversement important pour la série. Suggérée par Nintendo, l'idée sous-jacente était d'amenuiser la réputation ardue de la série détournant beaucoup de joueurs peu familiers avec la franchise et donner un mode de jeu plus accessible et moins frustrant aux néophytes afin de fidéliser une nouvelle audience. Ce nouveau mode de jeu reçut des retours positifs de la part des playtesteurs et fut donc implémenté.

## Accueil
Fire Emblem: New Mystery of the Emblem est reçu plutôt favorablement par la critique et la presse spécialisée. Il obtient la note de 34/40 de Famitsu et 3,5/5 de RPGamer.
Les ventes du jeu sont estimées à 270 000 unités environ par le site VG Chartz.

## Postérité
L'opus Fire Emblem: Awakening se déroule dans le même univers 2 000 ans après l'époque de New Mystery of the Emblem. On y retrouve ainsi le personnage Tiki dans une version plus âgée. De nombreux personnages du jeu y sont par ailleurs recrutables par le biais des fonctionnalités Spotpass.
De nombreux personnages du jeu ont fait une ou plusieurs apparitions dans le jeu mobile Fire Emblem Heroes.
Marth est aussi l'un des personnages auxquels il est possible de faire appel par le biais des Emblèmes dans Fire Emblem Engage. Tiki l'y rejoint en tant que DLC. Il fait également une apparition notable dans le spin-off Fire Emblem Warriors, peut-être recruté par DLC dans Fire Emblem Fates ou invoqué grâce à l'amiibo à son effigie dans Fire Emblem Echoes: Shadows of Valentia.
Bon nombre de personnages du jeu sont apparus dans le jeu de cartes dérivé Fire Emblem 0 (Cipher).